# فحوص وظائف الغدة الدرقية
اختبارات وظائف الغدة الدرقية (اختصارًا TFTs) هي مصطلح جامع لفحوص الدم المستخدمة للتحقق من وظائف الغدة الدرقية.
قد يتم طلب TFTs إذا كان المريض يعاني من فرط نشاط الغدة الدرقية (زيادة نشاط الغدة الدرقية) أو قصور الغدة الدرقية (نقص نشاط الغدة الدرقية)، أو لمراقبة فعالية الدواء التعويضي البديل أو الدواء المثبط. كما أنه يطلب روتينيا في الحالات المرتبطة بمرض الغدة الدرقية، مثل الرجفان الأذيني واضطراب القلق.
تتضمن قائمة فحوص TFT عادة هرمونات الغدة الدرقية مثل هرمون محفز الغدة الدرقية (TSH، ثيروتروبين) وثيروكسين (T4)، وثلاثي يودوثيرونين (T3) اعتمادًا على سياسة المختبر الداخلية.

## الهرمون المحفز للغدة الدرقية
يزداد الهرمون المحفز للغدة الدرقية (TSH، ثيروتروبين) بشكل عام في قصور الغدة الدرقية وينقص في فرط نشاط الغدة الدرقية، مما يجعله الاختبار الأكثر أهمية للكشف المبكر عن كل من هذه الحالات. نتيجة هذا الاختبار تدل على وجود وسبب مرض الغدة الدرقية، حيث يشير قياس ارتفاع TSH عمومًا إلى قصور الغدة الدرقية ، بينما يشير قياس TSH المنخفض إلى فرط نشاط الغدة الدرقية عمومًا. ومع ذلك، عندما يتم قياس TSH من تلقاء نفسه، يمكن أن تسفر عن نتائج مضللة، لذلك يجب مقارنة اختبارات وظائف الغدة الدرقية الإضافية بنتيجة هذا الاختبار للتشخيص الدقيق.
يتم إنتاج TSH في الغدة النخامية. يتم التحكم في إنتاج هرمون TSH بواسطة هرمون إفراز الثيروتروبين (TRH)، والذي يتم إنتاجه في منطقة ما تحت المهاد (هايبوثالامس). قد يتم تثبيط مستويات TSH عن طريق T3 الزائد الحر (fT3) أو T4 الحر (fT4) في الدم.

### تاريخيا
فحوصات TSH من الجيل الأول تم إجرائها بواسطة المقايسة المناعية المشعة وتم تقديمها في عام 1965. كانت هناك اختلافات وتحسينات على المقايسة المناعية الإشعاعية TSH، لكن استخدامها انخفض عندما أصبحت تقنية الفحص المناعية الجديدة متاحة في منتصف الثمانينيات. كانت التقنيات الجديدة أكثر دقة، مما أدى إلى الأجيال الثانية والثالثة وحتى الرابعة من اختبار TSH ، مع كل جيل يمتلك عشر مرات حساسية وظيفية أكبر من الماضي. عادة ما تكون طرق الفحص المناعية للجيل الثالث مؤتمتة. وقد تم تطوير الجيل الرابع من اختبار TSH المناعي للاستخدام في البحث.

### الوضع الراهن
فحوص TSH من الجيل الثالث هو المتطلب الحالي للمعايير الحديثة للرعاية. حاليا، يتم إجراء اختبار TSH في الولايات المتحدة عادةً باستخدام أجهزة آلية باستخدام أشكال متقدمة من الفحص بالمبدأ المناعي. ومع ذلك، لا يوجد حاليا أي معيار دولي لقياس هرمون محفز الغدة الدرقية.

### تأويل نتائج الفحص
يأخذ التفسير الدقيق مجموعة متنوعة من العوامل في الاعتبار، مثل هرمونات الغدة الدرقية مثل هرمون الغدة الدرقية (T 4) وثلاثي يودوثيرونين (T 3)، الحالة الطبية الحالية (مثل الحمل ) ،  بعض الأدوية مثل البروبيل ثيوراسيل ،  الآثار الزمنية بما في ذلك الإيقاع اليومي  والتباطؤ ،  والتاريخ الطبي الآخر.

## هرمونات الغدة الدرقية

### الثايروكسين الإجمالي
نادرا ما يتم قياس هرمون الغدة الدرقية الكلي، حيث تم استبداله إلى حد كبير عن طريق اختبارات هرمون الغدة الدرقية الحرة. إجمالي هرمون الغدة الدرقية (المجموع T 4) عموما مرتفعة في الغدة الدرقية وانخفاض في قصور الغدة الدرقية. عادة ما تكون مرتفعة قليلاً في فترة الحمل الثانوية لزيادة مستويات الجلوبيولين المرتبط للغدة الدرقية (TBG).
يتم قياس إجمالي T4 لمعرفة المستويات المرتبطة والغير المرتبطة بـ T4. إجمالي T4 أقل دلالة في الحالات التي يمكن أن يكون هناك اختلالات بروتينية. إجمالي T4 أقل دقة في الدلالة بسبب الكمية الكبيرة من T4 المرتبطة. يتم قياس إجمالي T3 في الممارسة السريرية لأن الكمية المرتبطة من T3 أقل مقارنة بما في T4.
المعدلات المرجعية (المعدلات الطبيعية) تعتمد على طريقة التحليل. يجب دائمًا تفسير النتائج باستخدام المعدلات الطبيعية التي يحددها المختبر مجري الاختبار. أمثلة المعدلات الطبيعية هي:
| الحد الأدنى | الحد الأعلى | وحدة                |
| 4 ، 5.5     | 11 ، 12.3   | ميكروغرام / ديسيلتر |
| 60          | 140 ، 160   | نانومول / L         |

### الثايروكسين الحر
هرمون الغدة الدرقية الحر (FT 4) يرتفع بشكل عام في فرط نشاط الغدة الدرقية وينقص في قصور الغدة الدرقية.
المعدلات الطبيعية تعتمد على طريقة التحليل. يجب دائمًا تفسير النتائج باستخدام النطاق من المختبر الذي أجرى الاختبار. القيم الطبيعية هي:
| نوع المريض                            | الحد الأدنى | الحد الأعلى     | وحدة               |
| بالغ طبيعي                            | 0.7 ، 0.8   | 1.4 ، 1.5 ، 1.8 | نانوغرام / ديسيلتر |
| بالغ طبيعي                            | 9 ، 10 ، 12 | 18 ، 23         | بمول / L           |
| رضيع 0-3 يوم                          | 2.0         | 5.0             | نانوغرام / ديسيلتر |
| رضيع 0-3 يوم                          | 26          | 65              | بمول / L           |
| الرضيع 3-30 يوم                       | 0.9         | 2.2             | نانوغرام / ديسيلتر |
| الرضيع 3-30 يوم                       | 12          | 30              | بمول / L           |
| الطفل / المراهق </br> 31 يوم - 18 سنة | 0.8         | 2.0             | نانوغرام / ديسيلتر |
| الطفل / المراهق </br> 31 يوم - 18 سنة | 10          | 26              | بمول / L           |
| حامل                                  | 0.5         | 1.0             | نانوغرام / ديسيلتر |
| حامل                                  | 6.5         | 13              | بمول / L           |

### مجموع ثلاثي يودوثيرونين
نادراً ما يتم قياس إجمالي ثلاثي يودوثيرونين (إجمالي T3) ، بعد أن حل محله اختبارات T3 الحر. إجمالي T3 عموما مرتفع في فرط نشاط الغدة الدرقية ومنخفض في قصور الغدة الدرقية.
المعدلات الطبيعية تعتمد على طريقة التحليل. يجب دائمًا تفسير النتائج باستخدام النطاق من المختبر الذي أجرى الاختبار. القيم الطبيعية هي:
| الفحص                   | الحد الأدنى | الحد الأعلى | وحدة               |
| مجموع ثلاثي يودوثيرونين | 60 ، 75     | 175 ، 181   | نانوغرام / ديسيلتر |
| مجموع ثلاثي يودوثيرونين | 0.9 ، 1.1   | 2.5 ، 2.7   | نانومول / L        |

### ثلاثي يودوثيرونين الحر
ثلاثي يودوثيرونين الحر (fT3) بشكل عام مرتفع في فرط نشاط الغدة الدرقية ومنخفض في قصور الغدة الدرقية.
المعدلات الطبيعية تعتمد على طريقة التحليل. يجب دائمًا تفسير النتائج باستخدام النطاق من المختبر الذي أجرى الاختبار. المعدلات الطبيعية هي:
| نوع المريض       | الحد الأدنى | الحد الأعلى | وحدة               |
| بالغ عادي        | 3.0         | 7.0         | جزء من الغرام / مل |
| بالغ عادي        | 3.1         | 7.7         | بمول / L           |
| الأطفال 2-16 سنة | 3.0         | 7.0         | جزء من الغرام / مل |
| الأطفال 2-16 سنة | 1.5         | 15.2        | بمول / L           |

## البروتينات الناقلة

### الجلوبيولين المرتبط بالثايروكسين
تؤدي زيادة الجلوبيولين المرتبط بهرمون الغدة الدرقية إلى زيادة إجمالي هرمون الغدة الدرقية وثلاثي يودوثيرونين دون زيادة فعلية في النشاط الهرموني لهرمونات الغدة الدرقية.
المعدلات الطبيعية:
| الحد الأدنى | الحد الأعلى | وحدة    |
| 12          | 30          | ملغ / L |

## ثايروجلوبولين
المعدلات الطبيعية:
| الحد الأدنى | الحد الأعلى | وحدة          |
| 1.5         | 30          | بمول / L      |
| 1           | 20          | ميكروغرام / L |

### الهرمونات المرتبطة أخرى
- Transthyretin (prealbumin)
- الزلال

## وظيفة البروتينات الرابطة

### امتصاص هرمون الغدة الدرقية
امتصاص هرمون الغدة الدرقية (امتصاص T أو امتصاص T 3) هو مقياس لجلوبيولين هرمون الغدة الدرقية غير المنضم في الدم، أي TBG غير المشبع بهرمون الغدة الدرقية. يزيد TBG غير المشبع مع انخفاض مستويات هرمونات الغدة الدرقية. لا يرتبط بشكل مباشر بثلاثي يودوثيرونين، على الرغم من امتصاص الاسم T 3.
المعدلات الطبيعية:
| نوع المريض | الحد الأدنى | الحد الأعلى | وحدة |
| الإناث     | 25          | 35          | ٪    |
| في الحمل   | 15          | 25          | ٪    |
| الذكور     | 25          | 35          | ٪    |

### فحوص البروتينات الرابطة الأخرى
- نسبة ارتباط هرمون الغدة الدرقية (THBR)
- مؤشر ربط هرمون الغدة الدرقية (TBI)

## مدلولات متنوعة Mixed parameters

### مؤشر الثايروكسين الحر FTI) Free thyroxine index)
يتم الحصول على مؤشر هرمون الغدة الدرقية الحر (FTI أو T7) بضرب إجمالي T 4 مع امتصاص T 3. يعتبر FTI مؤشرا أكثر موثوقية لحالة الغدة الدرقية في وجود تشوهات في ربط بروتين البلازما. نادراً ما يتم استخدام هذا الاختبار الآن بعد إجراء فحوصات ثيروكسين حرة موثوقة ومقايسات ثلاثي يودوثيرونين مجانية بشكل روتيني.
ارتفاع FTI في فرط نشاط الغدة الدرقية وانخفاض في قصور الغدة الدرقية.
| نوع المريض | الحد الأدنى | الحد الأعلى | وحدة |
| الإناث     | 1.8         | 5.0         |      |
| الذكور     | 1.3         | 4.2         |      |

## روابط خارجية
- SPINA Thyr: برنامج مفتوح المصدر لحساب GT وGD
- تفسير اختبارات وظائف الغدة الدرقية نسخة محفوظة 12 فبراير 2017 على موقع واي باك مشين. بواسطة دايان، كولن م. 2001. لانسيت، المجلد. 357.

### دليل إجراءات مختبر CDC
نشرت مراكز السيطرة على الأمراض والوقاية منها أدلة الإجراءات المعملية التالية لقياس هرمون محفز الغدة الدرقية:
- هرمون تحفيز الغدة الدرقية (TSH) (مركز جامعة واشنطن الطبي). سبتمبر 2011. الطريقة: الوصول 2 (بيكمان كولتر).
- هرمون تحفيز الغدة الدرقية (TSH) (خدمات المختبرات التعاونية). سبتمبر 2011. الطريقة: الوصول 2 (بيكمان كولتر).
- تحفيز هرمون الغدة الدرقية (TSH). سبتمبر 2009. الطريقة: الوصول 2 (بيكمان كولتر).
- معمل 18 هرمون تحفيز الغدة الدرقية. 2001-2002. الطريقة: Microparticle Enzyme Immunoassay.
- مختبر 18 TSH - هرمون تحفيز الغدة الدرقية. 1999-2000. الطريقة: Microparticle Enzyme Immunoassay.

### أدلة إجراء بيكمان كولتر
يوفر Beckman Coulter المعدات والكواشف المستخدمة في أدلة CDC 2009-2011 ، وقد نشر الأدلة التالية لتنفيذ الإجراء:
- HTSH حساسة للغاية - الجيل الثالث. 2010. استضافته جامعة كاليفورنيا ، سان فرانسيسكو.
- رقم المرجع 33820 - الجيل الثالث من HTS عالي الحساسية والجيل الثاني من hTSH السريع
- http://www.tsh3rdgeneration.com. 2010. استضافته الشركة المصنعة].